# フローレンス郡 (サウスカロライナ州)
フローレンス郡（英: Florence County）は、アメリカ合衆国サウスカロライナ州の東部に位置する郡である。人口は13万7059人（2020年） 。郡庁所在地はフローレンスであり、同郡で人口最大の都市である。
フローレンス郡人口の約60%が都市部に住んでおり、ダーリントン郡と共にフローレンス都市圏を構成している。フローレンス郡は1888年にマリオン地区から分離して設立された。

## 地理
アメリカ合衆国国勢調査局に拠れば、郡域全面積は804平方マイル (2,082.4 km2)であり、このうち陸地800平方マイル (2,072.0 km2)、水域は4平方マイル (10.4 km2)で水域率は0.49%である。

### 隣接する郡
- ディロン郡 - 北
- マルボロ郡 - 北東
- マリオン郡 - 東
- ウィリアムズバーグ郡 - 南
- クラレンドン郡 - 南西
- サムター郡、リー郡 - 西
- ダーリントン郡 - 北西

## 人口動態
以下は2000年国勢調査による人口統計データである。
| 基礎データ - 人口: 125,761人 - 世帯数: 47,147 世帯 - 家族数: 33,804 家族 - 人口密度: 61人/km2（157人/mi2） - 住居数: 51,836軒 - 住居密度: 25軒/km2（65軒/mi2） 人種別人口構成 - 白人: 58.65% - アフリカン・アメリカン: 39.34% - ネイティブ・アメリカン: 0.22% - アジア人: 0.70% - 太平洋諸島系: 0.02% - その他の人種: 0.39% - 混血: 0.68% - ヒスパニック・ラテン系: 1.10% 年齢別人口構成 - 18歳未満: 25.9% - 18-24歳: 9.7% - 25-44歳: 28.9% - 45-64歳: 23.6% - 65歳以上: 11.8% - 年齢の中央値: 36歳 - 性比（女性100人あたり男性の人口） - 総人口: 88.7 - 18歳以上: 84.2 | 世帯と家族（対世帯数） - 18歳未満の子供がいる: 33.8% - 結婚・同居している夫婦: 49.7% - 未婚・離婚・死別女性が世帯主: 18.1% - 非家族世帯: 28.3% - 単身世帯: 24.5% - 65歳以上の老人1人暮らし: 8.2% - 平均構成人数 - 世帯: 2.59人 - 家族: 3.08人 収入と家計 - 収入の中央値 - 世帯: 35,144米ドル - 家族: 41,274米ドル - 性別 - 男性: 32,065米ドル - 女性: 21,906米ドル - 人口1人あたり収入: 17,876米ドル - 貧困線以下 - 対人口: 16.4% - 対家族数: 13.5% - 18歳未満: 22.3% - 65歳以上: 16.5% |

2000年時点でフローレンス（都市圏人口67,314人）とレイクシティ（同8,728人）という2つの都市圏がある。ダーリントン郡と共にフローレンス大都市圏を構成している。

## 都市と町
| - カワード - エフィンガム - フローレンス - 郡庁所在地 - ジョンソンビル | - レイクシティ - マーズブラフ - オランタ - パンプリコ | - クインビー - スクラントン - ティモンズビル |